# Whig
En política, el término whig —del gaélico escocés 'cuatrero'— fue una manera despectiva de referirse a los covenanters presbiterianos que marcharon desde el suroeste de Escocia sobre Edimburgo en 1648 en lo que se conoció como el Whiggamore Raid, usando los términos Whiggamore y Whig como apodos despectivos que designaban al Kirk Party (Partido de la Iglesia), facción presbiteriana radical de los covenanters escoceses, que efectivamente acabó haciéndose con el poder. 
Durante la crisis de la ley de exclusión de 1678-1681, el apodo se dio en Inglaterra a las agrupaciones que con el tiempo se convirtieron en el partido whig británico, considerándose que Shaftesbury fue su fundador. Defendían los derechos de exclusión de Jacobo de York. Representaban a los dissenters y a los comerciantes. Rechazaban el anglicanismo y la monarquía absoluta. Impulsaron la proclamación de la Declaración de Derechos y apoyaron la Revolución de 1688.
Los whigs dominaron la política inglesa a lo largo de prácticamente todo el siglo XVIII, con figuras tales como Robert Walpole o William Pitt.
La denominación Partido Liberal comenzó a aplicarse a mediados del siglo XIX y a finales de dicho siglo representaba a aquellos que buscaban reformas electorales, parlamentarias y filantrópicas, con lo que el término whig dejó de emplearse. El primer gobierno liberal fue formado en 1868 por William Gladstone.
En Estados Unidos también existió un Partido Whig durante las primeras décadas de su existencia como país, a finales del siglo XVIII y durante buena parte del siglo XIX.

## El partido Whig en las elecciones generales del Reino Unido

### Elecciones generales
| Elección       | Votos   | Porcentaje | Escaños | Diferencia | Resultado                      |
| -------------- | ------- | ---------- | ------- | ---------- | ------------------------------ |
| Marzo 1679     |         |            | 218/522 |            | Gobierno whig en el parlamento |
| Octubre 1679   |         |            | 310/522 | 92         | Victoria whig                  |
| 1681           |         |            | 309/502 | 1          | Victoria whig                  |
| 1685           |         |            | 57/525  | 252        | Victoria tory                  |
| 1689           |         |            | 319/551 | 262        | Victoria whig                  |
| 1690           |         |            | 241/512 | 78         | Gobierno tory en el parlamento |
| 1695           |         |            | 257/513 | 16         | Victoria whig                  |
| 1698           |         |            | 246/513 | 11         | Gobierno whig en el parlamento |
| Enero 1701     |         |            | 219/513 | 27         | Gobierno tory en el parlamento |
| Noviembre 1701 |         |            | 248/513 | 29         | Gobierno whig en el parlamento |
| 1702           |         |            | 184/513 | 64         | Victoria tory                  |
| 1705           |         |            | 233/513 | 49         | Victoria tory                  |
| 1708           |         |            | 291/558 | 58         | Victoria whig                  |
| 1710           |         |            | 196/558 | 95         | Victoria tory                  |
| 1713           |         |            | 161/558 | 35         | Victoria tory                  |
| 1715           |         |            | 341/558 | 180        | Victoria whig                  |
| 1722           |         |            | 389/558 | 48         | Victoria whig                  |
| 1727           |         |            | 415/558 | 26         | Victoria whig                  |
| 1734           |         |            | 330/558 | 85         | Victoria whig                  |
| 1741           |         |            | 286/558 | 44         | Victoria whig                  |
| 1747           |         |            | 338/558 | 52         | Victoria whig                  |
| 1754           |         |            | 368/558 | 30         | Victoria whig                  |
| 1761           |         |            | 446/558 | 78         | Victoria whig                  |
| 1768           |         |            | 108/558 | 338        | Victoria tory                  |
| 1774           |         |            | 215/558 | 107        | Victoria tory                  |
| 1780           |         |            | 254/558 | 39         | Victoria tory                  |
| 1784           |         |            | 155/558 | 99         | Victoria tory                  |
| 1790           |         |            | 183/558 | 28         | Victoria tory                  |
| 1796           |         |            | 95/558  | 88         | Victoria tory                  |
| 1802           |         |            | 269/658 | 174        | Victoria tory                  |
| 1806           |         |            | 431/658 | 162        | Victoria whig                  |
| 1807           |         |            | 213/658 | 218        | Gobierno tory en el parlamento |
| 1812           |         |            | 196/658 | 17         | Victoria tory                  |
| 1818           |         |            | 175/658 | 21         | Gobierno tory en el parlamento |
| 1820           |         |            | 215/658 | 40         | Victoria tory                  |
| 1826           |         |            | 198/658 | 17         | Victoria tory                  |
| 1830           |         |            | 196/658 | 2          | Gobierno whig en el parlamento |
| 1831           |         |            | 370/658 | 174        | Victoria whig                  |
| 1832           | 554,719 | 67.0%      | 441/658 | 71         | Victoria whig                  |
| 1835           | 349,868 | 55.2%      | 385/658 | 56         | Victoria whig                  |
| 1837           | 418,331 | 51.7%      | 344/658 | 41         | Victoria whig                  |
| 1841           | 273,902 | 46.9%      | 271/658 | 73         | Victoria tory                  |
| 1847           | 259,311 | 53.8%      | 292/656 | 21         | Gobierno whig en el parlamento |
| 1852           | 430,882 | 57.9%      | 324/654 | 32         | Victoria tory                  |
| 1857           | 464,127 | 65.9%      | 377/654 | 53         | Victoria whig                  |
| 1859           | 372,117 | 65.7%      | 356/654 | 21         | Victoria whig                  |